# Знаменосец (фонтан)
Фонтан «Знаменосец» (нем. Vennerbrunnen) стоит на площади Ратхаусплац в Берне. Является одним из знаменитых бернских фонтанов XVI века.

## История и оформление
Фигура представляет собой одетого в доспехи бернского знаменосца. На капители четыре маски человеческого лица.
Каменный фонтан в 1542 году спроектировал скульптор Ганс Гинг. До этого деревянный фонтан XIV века стоял на площади Швендплац.
В 1844 году фонтан убрали на время строительства моста Нидеггбрюке. С 1880 года по 1913 год фонтан стоял в переулке Амтхаусгассе, с 1913 года фонтан поставили на то место, где он стоит и сейчас.